# Запсільська сільська рада (Кременчуцький район)
Запсільська сільська рада — колишній орган місцевого самоврядування у Кременчуцькому районі Полтавської області з центром у селі Запсілля.

## Населені пункти
1. с. Запсілля
2. с. Крамаренки
3. с. Степівка

## Влада
Загальний склад ради — 14
Сільські голови
- Загаров Микола Олксандрович

31.10.2010 — зараз
- Кумака Любов Іванівна

26.10.2006 — 31.10.2010